# GM Андромеды
GM Андромеды (лат. GM Andromedae) — одиночная переменная звезда в созвездии Андромеды на расстоянии (вычисленном из значения параллакса) приблизительно 13926 световых лет (около 4270 парсеков) от Солнца. Видимая звёздная величина звезды — от +13,3m до +12,43m.

## Характеристики
GM Андромеды — жёлто-белая пульсирующая переменная звезда типа RR Лиры (RRAB) спектрального класса F. Радиус — около 8,1 солнечных, светимость — около 93,714 солнечных. Эффективная температура — около 6309 K.